# Episodi di Assistente sociale
La prima e unica stagione della serie televisiva Assistente sociale (East Side/West Side) è andata in onda negli Stati Uniti dal 23 settembre 1963 al 27 aprile 1964 sulla CBS.
| nº | Titolo originale                 | Prima TV USA      | Titolo italiano | Prima TV Italia |
| -- | -------------------------------- | ----------------- | --------------- | --------------- |
| 1  | The Sinner                       | 23 settembre 1963 |                 |                 |
| 2  | Age of Consent                   | 30 settembre 1963 |                 |                 |
| 3  | You Can't Beat the System        | 7 ottobre 1963    |                 |                 |
| 4  | Something for the Girls          | 14 ottobre 1963   |                 |                 |
| 5  | I Before E Except After C        | 21 ottobre 1963   |                 |                 |
| 6  | No Wings at All                  | 28 ottobre 1963   |                 |                 |
| 7  | Who Do You Kill?                 | 4 novembre 1963   |                 |                 |
| 8  | Go Fight City Hall               | 11 novembre 1963  |                 |                 |
| 9  | Not Bad for Openers              | 18 novembre 1963  |                 |                 |
| 10 | No Hiding Place                  | 2 dicembre 1963   |                 |                 |
| 11 | Where's Harry                    | 9 dicembre 1963   |                 |                 |
| 12 | My Child on Monday Morning       | 16 dicembre 1963  |                 |                 |
| 13 | Creeps Live Here                 | 23 dicembre 1963  |                 |                 |
| 14 | The $5.98 Dress                  | 13 gennaio 1964   |                 |                 |
| 15 | The Beatnik and the Politician   | 20 gennaio 1964   |                 |                 |
| 16 | One Drink at a Time              | 27 gennaio 1964   |                 |                 |
| 17 | It's War, Man                    | 10 febbraio 1964  |                 |                 |
| 18 | Don't Grow Old                   | 17 febbraio 1964  |                 |                 |
| 19 | The Street                       | 24 febbraio 1964  |                 |                 |
| 20 | If Your Grandmother Had Wheels   | 2 marzo 1964      |                 |                 |
| 21 | The Passion of the Nickel Player | 9 marzo 1964      |                 |                 |
| 22 | Take Sides with the Sun          | 16 marzo 1964     |                 |                 |
| 23 | The Name of the Game             | 23 marzo 1964     |                 |                 |
| 24 | Nothing But the Half Truth       | 30 marzo 1964     |                 |                 |
| 25 | The Givers                       | 13 aprile 1964    |                 |                 |
| 26 | Here Today                       | 27 aprile 1964    |                 |                 |

## The Sinner
- Prima televisiva: 23 settembre 1963

### Trama
- Guest star: Clifford A. Pellow (Charlie Mooney), Eda Reiss Merin (Mrs. Kopichek), Alan Alda (Freddie Wilcox), Jill Andre (vicino), Edgar J. Campbell (filmati d'archivio), Augusta Ciolli (Mrs. Pellegrino), Candace Culkin (Lucille Kopichek), Richard Dysart (Tom Morgan), Elizabeth Lawrence (Emily Mooney), Carol Eve Rossen (Layna Harris)

## Age of Consent
- Prima televisiva: 30 settembre 1963

### Trama
- Guest star: Arthur Tell (Building Superintendent), Allan Rich (Phil Mellon), William Adams (vecchio in the park), Paul Bryar (Ben Ricci), Terry Culkin (giovanotto), Anthony Di Raimondo (giovanotto), Robert Drivas (John Ricci), Penny Fuller (Alice Audette), David Hooks (giudice Frank Emery), Robert Hooks (detective Stern), Elizabeth Moore (Mary Ricci), Carroll O'Connor (George Audette), Walter Wonderman (Thomas J. Conroy)

## You Can't Beat the System
- Prima televisiva: 7 ottobre 1963

### Trama
- Guest star: Martin Sheen (Vince Arno), Janet Margolin (Doris Arno), Alfred D'Annibale (commesso/a), Sylvia Davis (moglie), Fred Gumeny (barista), Peter Gumeny (barista), Mary Hayden (Mrs. Lang), Alfred Leberfeld (marito), Joe Turkel (Richard Bailey)

## Something for the Girls
- Prima televisiva: 14 ottobre 1963

### Trama
- Guest star: Diana Van der Vlis (Dorlee Benjamin), Billy Quinn (adolescente), Kathy Bell (Suzy Montrose), Frank Christi (poliziotto), Clifford Cothren (poliziotto), Martha Courtot (adolescente), Harold Gary (Antonio Granelli), Lou Gilbert (Textile shop proprietor), Jane Hoffman (Mrs. Monroe), Lilia Lazo (donna), Joanne Mariano (adolescente), Patricia Mariano (adolescente), Maria Müller (donna), Wendell K. Phillips (giudice Brand), Phil Vandervort (Tommy)

## I Before E Except After C
- Prima televisiva: 21 ottobre 1963

### Trama
- Guest star: Carl Trani (membro della banda), Florence Stanley (Mrs. Pozo), Val Avery (tenente Al Costello), Santiago Burgos (Power), Joan Croydon (Mrs. Mapes), Howard Da Silva (Wallace Mapes), William Daniels (principale Costigan), Rebecca Darke (Miss Foss), Jesse Gonder (se stesso), Ben Hammer (Mr. Packer), Alexander López (Juano Pozo), Augie Rios (membro della banda), Otis Young (Spanish Teacher)

## No Wings at All
- Prima televisiva: 28 ottobre 1963

### Trama
- Guest star: Al Viola (Courtroom Attendant), Joey Trent (Teenager in the park), Helen Jean Arthur (Younger Woman in the Park), Val Avery (tenente Al Costello), Theodore Bikel (George Everett, Sr.), Staats Cotsworth (giudice), Steve Curry (Teenager in the street), Philip Fox (Teenager in the Park), Lou Frizzell (George 'Georgie' Everett Jr.), Rona Gale (Laura Simmons), Sylvia Gassel (Older woman in the park), Luke Halpin (Teenager in the street), Mark Hunter (George Everett Jr. At 13), Dal Jordan (Teenager in the Street), Virginia Kaye (Mrs. Simmons), Morton Lichter (poliziotto), Robert MacBeth (Police dispatcher), Bobby Mariano (Teenager in the Park), Maurice Shrog (droghiere), Raymond St. Jacques (dottor Warren), Louis Zorich (agente di polizia Edward Lawrence)

## Who Do You Kill?
- Prima televisiva: 4 novembre 1963

### Trama
- Guest star: Carla Pinza (Mrs. Martinez), Diana Sands (Ruth Goodwin), Ray Saunders, Stephen Pearlman (Krieger), Lenzie Perry, Douglas Turner Ward (Feller), Earl Sydnor (Undertaker), Doris Belack (infermiera), Cynthia Belgrave (vicino), Godfrey Cambridge (Portly), George Gaynes (Mr. Stowe), Maxwell Glanville (Rev. Mr. Williams), James Earl Jones (Joe Goodwin), John McCurry (Morgan), Dan Morgan (dottore), Nancy Olivieri, P. Jay Sidney (dottor Frazer), Joseph Sullivan (Mr. Stowe), Albert Popwell (Tenant at Meeting)

## Go Fight City Hall
- Prima televisiva: 11 novembre 1963

### Trama
- Guest star: Henry Sharp (Mr. Santaglio), Barry Primus (Walter Johnson), Roscoe Lee Browne (Architect), Linda Canby (Carole Meltzer), David Carradine (Hal Sewoski), Charles Durning (burocrate), Richard Dysart (Tom Morgan), Sam Greene, Bette Henritze (Judy Meltzer), Will Hussing, Clifton James (Dave Meltzer), Scottie MacGregor (Grace Morrison), Paul McGrath (Mark Hollister), Joe Warren

## Not Bad for Openers
- Prima televisiva: 18 novembre 1963

### Trama
- Guest star: Dolph Sweet, Mel Stewart, Neil Fitzgerald, Mark Gordon, Lee Grant (Nora Best), Norman Fell (Eddie Best), Anna Berger, Maurice Brenner, Roger C. Carmel (Tiny), Richard S. Castellano, Burt Conway, Charles Curiale (meccanico), Henry Evans, Brendan Fay (Gambler), Albert Henderson, Frank Simpson, Martin Wolfson (Mark)

## No Hiding Place
- Prima televisiva: 2 dicembre 1963

### Trama
- Guest star: Deanne Mencher, Earle Hyman (Mr. Marsden), David Komoroff, Leah Waggner (Woman at party), Edwin Sherin (Hogarth), Thomas Anderson, Michael Baseleon, Joseph Campanella (Chuck Severson), Ruby Dee (Marilyn Marsden), MacIntyre Dixon, Paul Dooley (Charlie Welty), Constance Ford (Polly Michaels), Ted Gunther, Lois Nettleton (Anne 'Annie Bonanny' Severson), Dan Rubinate (uomo), Brenda Wilson (Woman at party)

## Where's Harry
- Prima televisiva: 9 dicembre 1963

### Trama
- Guest star: Muni Seroff (dottore), Simon Oakland (Harry Bernstein), Joyce Aaron (madre di padre di First Woman), Joseph Bernard (Harry), Norma Crane (Dolores Bernstein), James Edwards (Mr. Jackson), Sylvia Gassel (Harry), Melva Goodwin (donna), Nathaniel Jones (George Jackson), Royce Wallace (Clara Jackson)

## My Child on Monday Morning
- Prima televisiva: 16 dicembre 1963

### Trama
- Guest star: Alba Oms (Puerto Rican), James Noble (Tony Morgan), Brooke Adams (Marky Morgan), Larry Bleidner (Mike), Renee Dudley (Amy Morgan), D.P. Gilliam, Rose Gregorio (Miss Reagan), Augusta Merighi (Mrs. Lepardo), Marian Seldes (Nan Morgan)

## Creeps Live Here
- Prima televisiva: 23 dicembre 1963

### Trama
- Guest star: Olive Templeton (Mrs. Brandyberry), John Randolph (Mr. Cavan), Alexander Clark (Mr. Carmer), Patricia Collinge (Miss Allen), Ruth Donnelly (Mrs. Grevitch), Gene Hackman (ufficiale di polizia), Lucy Landau (Mrs. Hosang), Joe E. Marks (Mr. Cahoon), Toni Tucci (Mrs. Meely)

## The $5.98 Dress
- Prima televisiva: 13 gennaio 1964

### Trama
- Guest star: Joseph Sullivan (giudice Ben Caldwell), Martha Orrick (Supermarket Cashier), Tom Ahearne (giornalaio), Val Avery (tenente Al Costello), Billy Ayers (Greg Stuart), Bonnie Bedelia (Linda Stuart), Ramon Bieri (Anderson), Clebert Ford (Crowley), Philip Fox (John Stuart), Salem Ludwig (Landlord), Kathleen Maguire (Josephine Stuart), George Mathews (Hank Stone), Tim O'Connor (Mike Stuart), John O'Leary (Ingram), Michael Vale (Bowman)

## The Beatnik and the Politician
- Prima televisiva: 20 gennaio 1964

### Trama
- Guest star: Bob O'Connell, Roddy Maude-Roxby (Beatnik), Robert Middleton (Frank D'Angelo), Mitchell Nestor, Ruth Volner (Rose Barbella), Stevenson Phillips, Mark Jude Shell, Eugene Troobnick (Beatnik), Alan Arkin (Ted Miller), Leslie Barrett (Lyle Ross), John Beal (Ross), Severn Darden (Beatnik), Melinda Dillon (Stacey Barbella), Barbara Feldon (Toni Ginger), Page Johnson, Elvera Pallas (Mrs. Lopiculo), H. Golightly Perlo (Beatnik), Eugene Wood

## One Drink at a Time
- Prima televisiva: 27 gennaio 1964

### Trama
- Guest star: J. D. Cannon (Sam Dingam), Maureen Stapleton (Molly Cavanaugh), Tom Ahearne (Harry), John Karlen (Billy Conrad), Richard Schaal (Teddy Larsen), Albert Ottenheimer (Michaels), Sam Raskyn, James Luisi (Walter), Bill Alton (Paint store clerk), Tom Lillard

## It's War, Man
- Prima televisiva: 10 febbraio 1964

### Trama
- Guest star: Joanna Merlin (Lucia Lopez), Sam Gray (Fred Silverman), Victor Arnold (Tommy Young), Alberto Castagna (Angelo Lopez), Torin Thatcher (giudice Morrison)

## Don't Grow Old
- Prima televisiva: 17 febbraio 1964

### Trama
- Guest star: Mary Tahmin (Liz), Marilyn Rogers (Sally), Rose Arrick (amico/a di Mary Teriski), Sudie Bond (Messenger Service Manager), Lou Criscuolo (Vito), Alfred De Arco (amico/a di Carlos), Joe De Santis (Ralph Morelli), James Dimitri (Hector Argento), James Dukas, Hank Garrett (Fish Market Dock Foreman), Jerome Guardino, Will Lee (Schultz), Jess Osuna (Harry Teriski), James Patterson (Fred Cameron), Donna Zimmerman (Joanie Teriski)

## The Street
- Prima televisiva: 24 febbraio 1964

### Trama
- Guest star: Paul Sand (Theatre Director), Martin Priest, José Pérez (Tony), Calvin Ander (Man in the Dressing Room), Lucille Benson (woman in the dressing room), Dominic Chianese (Charley), Linden Chiles (Congressman Charles Hanson), Candace Culkin (Angela Santini), Barbara Feldon (Joanna), Barbara Glenn (Lucy), Liz Ingleson (Woman in the Dressing Room), Tommy Norden (Joseph Santini), Martha Orrick (Woman in the Dressing Room), Jan Peters (sergente di polizia), Louise Troy (Bianca Santini)

## If Your Grandmother Had Wheels
- Prima televisiva: 2 marzo 1964

### Trama
- Guest star: Marin Riley, Page Jones, Sab Shimono (Sam), Hank Garrett, Shimen Ruskin (Mr. Wisansky), Philip Bruns (Apple), Linden Chiles (Congressman Charles Hanson), Alex Cord (Sam), Vincent Gardenia (dottor Warren), Steve Zacharias (Paraplegic)

## The Passion of the Nickel Player
- Prima televisiva: 9 marzo 1964

### Trama
- Guest star: Marjorie Thompson (Maggie Macklin), Joe Silver (Harry Silverman), Bill Alton (Policeman in the Diner), Val Avery (tenente Al Costello), T.J. Castronovo (Policeman in Brock's Office), John Connell (amico/a di Walter Macklin), Martha Greenhouse (Mildred Silverman), Lori Heinman (Susie Macklin), Cedric Jordan (Policeman in Station House), Bill Lazarus (Arresting Officer), Will Lee (Nat), Paul Mace (Davie Macklin), Robert Penn (inserviente al bancone), Avery Schreiber (camionista), Martin Sheen (Arresting Officer), Jacqueline Towns

## Take Sides with the Sun
- Prima televisiva: 16 marzo 1964

### Trama
- Guest star: Elaine Hyman (donna), James Anderson, John McMartin (Mike Miller), Henry Howard, Tom Lillard, Tom Maxwell, Val Avery (tenente Al Costello), Linden Chiles (Congressman Charles Hanson), Andrew Duncan (uomo), Maurice Edwards (Seth Berman), Henderson Forsythe (Bowen Munro), Michael Hadge (uomo), Jessica Walter (Phyllis Dowling)

## The Name of the Game
- Prima televisiva: 23 marzo 1964

### Trama
- Guest star: Henderson Forsythe (Bowen Munro), Jonathan Goldsmith (Phil Edmonson), Moses Gunn (Labor Committee Member), Barbara Mattes (Anna McGill), John McMartin (Mike Miller), Chester Morris (Walt Mcgill), Dan Rubinate, Neil Fitzgerald, Eugene Roche (Al Troy), Barry Morse (Matt Warren), Milo Boulton, Linden Chiles (Congressman Charles Hanson), Harry Davis (Barry), Joseph Dolphin, Daniel J. Travanti (Paul Jerome)

## Nothing But the Half Truth
- Prima televisiva: 30 marzo 1964

### Trama
- Guest star: Mark Gordon, Maria Brenes (Mrs. Valdez), Linden Chiles (Congressman Charles Hanson), Colleen Dewhurst (Shirley Frost), Robert Fields, Joshua Shelley (Mel Chance), Reni Santoni (Felipe Valdez), Luis Arroyo (Luiz Valdez), Epy Baca (Miguel Valdez), John Baragrey (Bradford), Robert Barend, Leon Janney (Roger Hamilton Bradford), John McMartin (Mike Miller), David Susskind (Moderator)

## The Givers
- Prima televisiva: 13 aprile 1964

### Trama
- Guest star: Lee Philips (Frederick Trainor), Mary Munday (Vivian Andrews), Ralph Bell (generale Wallach), Clarice Blackburn (Gert Keller), Linden Chiles (Congressman Charles Hanson), Bert Convy (Michael Forrester), John Dehner (John Manulis), Dan Frazer (Arthur Keller), Tom Gorman (Congressman McIlvaney), Michael Meinet (Philippe), Herb Voland (Gabe Connors)

## Here Today
- Prima televisiva: 27 aprile 1964

### Trama
- Guest star: Dan Rubinate, Thomas Murphy, Henry Jaglom (reporter), Lloyd Gough (Cliff Shaw), Walter Abel (Brewer Bradford), Bob Alexander (Union Representative), John Boruff, Linden Chiles (Congressman Charles Hanson), Edward Claymore, Walter Coy (Sam Auburn), Michael Dunn (Restroom attendant), Henderson Forsythe (Bowen Munro), Will Geer (Brian Lincoln), Louis Gossett Jr. (Martin Powers), Tony Lombard, Frank Schofield (Charley Burns)